# Zacisze (powiat gostyński)
Zacisze – osada w Polsce położona w województwie wielkopolskim, w powiecie gostyńskim, w gminie Borek Wielkopolski. Wchodzi w skład sołectwa Zalesie.
W latach 1975–1998 miejscowość należała administracyjnie do województwa leszczyńskiego.
Inne miejscowości o nazwie Zacisze: Zacisze